# KDKA (AM)
KDKA (1020 AM) es una estación de radio de la CBS en Pittsburgh, Pensilvania, que fue la primera radio que obtuvo una licencia para operar una estación comercial en los Estados Unidos, una distinción que ha sido desafiada por otras estaciones, casi la mayoría de las cuales también forman parte de CBS. Actualmente, KDKA pertenece al conglomerado CBS Radio. Los estudios de KDKA se encuentran en el mismo lugar que su estación hermana KDKA-TV (canal 2) en el complejo Gateway Center en el centro de Pittsburgh, y su transmisor se encuentra en Allison Park.

## Formato
KDKA transmite un formato dedicado exclusivamente a emitir noticias y programas de conversación, los cuales han sido parte medular de su programación desde que inició transmisiones hace más de 90 años. Su señal de 50 kilovatios puede ser escuchada en grandes porciones de Pensilvania, Ohio y Virginia Occidental durante el día. En la noche, alcanza la mayor parte del este de Norteamérica. KDKA posee el estatus de ser una de las cuatro estaciones ubicadas al este del río Misisipi que poseen una sigla que empieza con K. Dos de ellas están en Pittsburgh, siendo la otra KQV; también está la estación KYW en Filadelfia y KFIZ en Fond du Lac, Wisconsin.

## Historia

### Inicios
Las raíces de KDKA se inician gracias a Frank Conrad, quien instaló la estación de 75 watts 8XK en el suburbio de Wilkinsburg en Pittsburgh, Pensilvania, en 1916. La oferta musical de Conrad logró ser inesperadamente popular y sus operaciones continuaron hasta que su empleador, la Westinghouse Electric Company, se dio cuenta del potencial comercial de este nuevo medio y postuló por una licencia oficial de transmisiones. La sigla KDKA fue asignada secuencialmente a partir de una lista de las estaciones marítimas estadounidenses, y el 2 de noviembre de 1920, KDKA transmitió informes de la elección presidencial de ese año desde una caseta en el techo de un edificio de Westinghouse en East Pittsburgh. Algunas fuentes señalan que la nueva licencia no fue recibida ese día, y la estación salió al aire con la sigla experimental 8ZZ esa noche. Se dice que la transmisión original pudo ser escuchada hasta en Canadá.
La radioemisora continuó transmitiendo desde el edificio de Westinghouse durante varios meses. La estación continuó aumentando su rango de cobertura, y en los 5 años posteriores hubo informes de recepción en lugares tan lejanos como Australia y la Antártica.

### Los años 20
En los años 20, KDKA tocaba música popular y el 2 de julio de 1921, la estación presentó la primera transmisión nacional con el comentario en vivo de la pelea entre Jack Dempsey y Georges Carpentier vía teletipo desde Nueva Jersey. También en 1921 la radioemisora realizó las primeras transmisiones de partidos de béisbol de la liga profesional. KDKA recibió al comediante político Will Rogers en su primera aparición radial en 1922. Las marcas comerciales iniciaron sus programas radiales auspiciados en KDKA con espacios como The Philco Hour, The Maxwell House Hour y The Wrigley Party.

### Los años 30 y 40
En los años 30, KDKA inició el programa Uncle Ed Schaughency, que estuvo al aire desde 1932 hasta 1980. Este programa realizó cobertura minuto a minuto de la inundación que afectó a Pittsburgh el Día de San Patricio de 1936. KDKA también presentaba música de big bands y jazz cada mañana. Desde 1941 hasta 1959, el programa denominado KDKA Farm Hour giraba en torno a reportes sobre el mundo rural complementados con música de Slim Bryant and his Wildcats, quienes finalmente se convirtieron en los principales artistas country del área de Pittsburgh.
En 1946, KDKA entregó cobertura en vivo de la ceremonia de asunción de David L. Lawrence como alcalde de Pittsburgh, así como las ceremonias de inauguración del presidente y gobernadores. Al final de la década se estrenó en la radio en el equipo musical y de comedia conformado por Buzz Aston y Bill Hinds, más conocidos como "Buzz & Bill".

### Los años 50
En los años 50, Ed Schaughency se trasladó de las mañanas a las tardes, perdiendo a su compañero Rainbow (Elmer Walters) en el proceso. KDKA, impresionado con el éxito que tenía Rege Cordic en WWSW, lo contrató. Inició su carrera en KDKA el Día del Trabajo de 1954. El programa matinal Cordic & Company presentaba un equipo de personalidades innovativas, que dieron origen al formato radial de "equipo matutino", pero de una manera poco convencional. Cordic y su grupo tocaban un poco de música, pero principalmente creaban un entorno de desenfreno mediante el uso de personajes y chistes.
Los años 50 vieron el paso de los programas nacionales de radio a la naciente televisión. Art Pallan y Bob Tracey se hicieron conocidos en KDKA, tocando la música más popular del día. Durante algunos años, el locutor Sterling Yates, que también se desempeñaba como músico, tocaba jazz en la programación de los domingos en la mañana. El 1 de enero de 1951, una pareja llamada Ed y Wendy King lanzaron el programa Party Line, el cual finalizó con la muerte de Ed King el 18 de noviembre de 1971. En 1956, el presentador de noticias Bill Steinbach inició su trayectoria de 36 años en KDKA. La emisora comenzó a dar cabida al rock and roll con artistas como Bill Haley, los Everly Brothers, Fats Domino, y Elvis Presley, además de cantantes como Frank Sinatra, Perry Como y Peggy Lee. Sin embargo, la música de la radioemisora seguía con una tendencia más conservadora.

### Los años 60
Para 1960, KDKA se inclinó más hacia el rock and roll como competidor KQV hizo notas ganancias. "Su Pal" Pallan jugó las canciones de éxito y KDKA realiza los sonidos de gritos multitudes como los Beatles llegaron a Pittsburgh en 1964. El principal exponente del rock en la radio KDKA fue disc jockey de carreras Clark, que también fue sede de "Dance Party" en KDKA- TV, una versión local de American Bandstand de Dick Clark. Otros artistas destacados en la estación incluyen The Four Seasons, Los Vogues, Lou Christie (criados en Pittsburgh-dos últimos el), The Beach Boys, The Hollies, The Supremes, Four Tops y las tortugas.
Después de 11 años de vigilia Pittsburghers de risa, Rege Cordic trasladó a nuevas oportunidades en KNX en Los Ángeles. Pallan y Bob Trow hicieron un espectáculo de dos hombres que mantuvo algo del sabor Cordic & Company. "Pallan y Trow, dos para el Show", duraron dos años y medio. En abril de 1968, Jack Bogut se trasladó desde Salt Lake City para convertirse en el anfitrión de la mañana KDKA, cargo que ocupó durante 15 años. Una de las contribuciones más memorables de Bogut a KDKA fue su introducción a Pennsylvania occidental de la palabra Farkleberry, que ahora es un elemento básico del Hospital campaña de recaudación de fondos Infantil anuales. Otras personalidades notables incluyen Big Jack Armstrong, Bob Shannon y Terry McGovern, estos dos últimos se encendería disfrutar de carreras lucrativas en la industria de cine / TV como actores.

### Los años 70
A inicios de los años 70, KDKA dio un giro hacia un estilo más adulto contemporáneo añadiendo éxitos del rock and roll de los 60, en lo que ahora se considera soft rock. Artistas como America, The Carpenters, Doobie Brothers, Paul Simon, Dawn, y Neil Diamond se convirtieron en parte medular de su programación. El programa matutino presentaba menos música debido al contenido informativo y la presencia de comerciales.
En 1979, el presentador Fred Honsberger se unió al equipo de KDKA y comenzó a ser el anfitrión de un exitoso programa de conversación en la noche y un destacado programa vespertino. También en 1979, KDKA cubrió el accidente nuclear de Three Mile Island, el cual fue reporteado por el periodista de Harrisburg Mike Pintek. En 1982, Pintek se unió al equipo de KDKA News y posteriormente se convirtió en uno de los presentadores más populares de programas de conversación. Fue despedido a fines de 2005. En 2007, Pintek se convirtió en el presentador del programa Night Talk en Pittsburgh Cable News Channel. En enero de 2009, Pintek fue recontratado por KDKA para conducir un programa de conversación de 6:00 a 10:00 p. m.. En enero de 2010 asumió la conducción del programa de Fred Honsberger (12:00 a 3:00 p. m.) tras la muerte de este último en diciembre de 2009.

### Los años 80
El 23 de julio de 1982 KDKA se convirtió en la primera radioemisora del mundo en transmitir en AM estéreo, aunque ya habían existido transmisiones experimentales en AM estéreo en los años 60 por parte de la estación XETRA 690 ubicada en Tijuana, México.
El compromiso de KDKA con las noticias y la información se mantuvo más fuerte que nunca. KDKA entregó información al instante en los principales eventos noticiosos como el desastre del Challenger en 1986, las audiencias del caso Iran Contra, las muertes de R. Budd Dwyer y el alcalde Richard Caliguiri y el derrame de petróleo ocurrido en el río Monongahela. Gracias a ello, KDKA fue ganador de cuatro premios Joe Snyder por su destacado servicio informativo en Pensilvania. A lo largo de los años 80, KDKA continuó con su mezcla de informaciones y música adulta contemporánea, tocando cuatro a seis canciones por hora en las horas de la mañana y la tarde, y 10 a 12 canciones por hora durante el mediodía y los fines de semana. En la noche, la emisora continuaba con su formato de conversación.

### Los años 90
Uno de los mayores cambios en KDKA se vivió en los años 90. KDKA tomó la decisión de cambiar su formato, dedicándose exclusivamente a transmitir noticias y conversación. El momento histórico se llevó a cabo en abril de 1992, cuando Larry Richert tocó la última canción al aire como parte de la programación regular de KDKA: "American Pie" de Don McLean. Para muchos radioescuchas, ese fue "el día en que murió la música". Rush Limbaugh se trasladó al horario del mediodía y las 3:00 p. m. Los bloques informativos fueron añadidos al bloque de 6:00 a 9:00 a. m. y de 4:00 a 6:00 p. m. KDKA también ofreció extensa cobertura a la Guerra del Golfo de 1991 y el accidente del Vuelo 427 de USAir en septiembre de 1994.
En 1997, Bob DeWitt fue contratado como director de prensa, cargo que desempeñó durante dos años. Bob Logue tomó el bloque de la medianoche hasta las 5:00 a. m. y denominó a su programa "The Undercover Club". Logue jubiló, y Gary Dickson lo reemplazó hasta que KDKA eliminó la programación local en la medianoche a inicios de 2008.
Westinghouse se fusionó con CBS a inicios de 1996, por lo que KDKA se convirtió en una estación adquirida y operada completamente por CBS. Viacom posteriormente compró CBS, y KDKA-AM actualmente es parte de CBS Radio.

### Los años 2000
En septiembre de 2001, KDKA ofreció a sus auditores una amplia cobertura sobre los atentados terroristas en Estados Unidos y otorgó las ondas de KDKA a radioescuchas que necesitaran manifestar su opinión respecto de los eventos.
El 1 de octubre de 2006, después de 52 temporadas, KDKA 1020 AM transmitió su último partido de los Pirates. Los Pirates vencieron a los Reds 1-0.
El 26 de abril de 2007, el edificio de East Pittsburgh que fue el lugar de nacimiento de KDKA fue demolido para dar espacio a un nuevo complejo industrial.

## Controversia histórica
A pesar de que KDKA señala ser "la estación de radio pionera en el mundo", dicho asunto es discutido. Algunos contendores son:
- Charles Herrold de San José, California comenzó a transmitir voces en 1909.[4] Utilizó diferentes siglas a lo largo del tiempo (FN, SJN, 6XF, y 6XE), pero tuvo que cesar sus transmisiones durante la Primera Guerra Mundial. Después de la guerra, reinició sus actividades como 6FX/6XE. La estación recibió una licencia comercial en 1921 y se convirtió en KQW. La emisora actualmente es conocida como KCBS.
- La estación 2XG de Lee De Forest en la sección de Highbridge en Nueva York inició transmisiones diarias en 1916.[5] Al igual que la mayoría de las radioemisoras experimentales, tuvo que salir del aire cuando los Estados Unidos ingresaron a la Primera Guerra Mundial.
- La estación 1XE de Harold J. Power en Medford, Massachusetts fue una emisora experimental que inició sus transmisiones en 1917. Salió del aire durante la Primera Guerra Mundial, pero reinició sus transmisiones apenas esta concluyó, e inició sus transmisiones regulares de voz y música en 1919. Sin embargo, la estación no recibió su licencia comercial hasta 1922, cuando se convirtió en WGI.[6]
- 2XN del City College of New York
- 2ZK en New Rochelle
- 8MK en Detroit, Míchigan (actualmente WWJ) la cual inició sus transmisiones regulares programadas en agosto de 1920.
- WWV, el servicio del tiempo del Gobierno de los Estados Unidos, se cree que empezó 6 meses antes que KDKA.
- XWA, la estación de transmisiones de Marconi en Montreal, Canadá, desde 1919 (antiguamente denominada CFCF, posteriormente CINW y fuera del aire desde febrero de 2010).
- W2XQ, actualmente WRUC, del Union College de Schenectady, Nueva York.
- 9XM, actualmente WHA (AM), de la Universidad de Wisconsin-Madison, Madison, Wisconsin.
- KQV fue una de las cinco primeras emisoras en AM, iniciando sus operaciones el 19 de noviembre de 1919 como la estación amateur "8ZAE". Sin embargo, KQV no recibió una licencia comercial hasta el 9 de enero de 1922, a pesar de que inició transmisiones tres años antes.
- El 27 de agosto de 1920, Estación Argentina realizó su primera transmisión desde el Teatro Coliseo en Buenos Aires, Argentina. Posteriormente dicha estación recibió el nombre LOR Radio Argentina, y finalmente LR2 Radio Argentina. Dicha radioemisora estuvo en servicio hasta el 31 de diciembre de 1997 en 1110 kHz AM.

## Programación
KDKA es la radioemisora de noticias predominante en el área de Pittsburgh, aunque tiene fuerte competencia de parte de WPGB. El equipo humano que trabaja en KDKA son principalmente talentos locales, como Fred Honsberger, Marty Griffin, y Mike Pintek. La emisora emite varias "horas de noticias" a lo largo del día. KDKA también tiene un programa local en Tradio los fines de semana, siendo una de las estaciones más grandes en el país que ofrece dicho servicio, el cual es tradicionalmente un servicio entregado por radios de ciudades más pequeñas.
En febrero de 2008, KDKA reemplazó a Neal Boortz con el dúo de John Steigerwald y Scott Paulsen. Paulsen dejó la radioemisora en la primavera, dejando solo a Steigerwald. El 16 de diciembre de 2008, el Pittsburgh Post-Gazette informó que habría un cambio en el equipo de presentadores a partir del 5 de enero de 2009. Mike Pintek, que posee una larga carrera en televisión y radio de Pittsburgh, retornó a KDKA luego de una ausencia de varios años.